# Stephen Ross
Pour les articles homonymes, voir Ross.
Stephen Alan Ross, connu comme Stephen A. Ross, Stephen Ross ou Steve Ross, (3 février 1944 à Boston (Massachusetts) - 3 mars 2017) est le premier professeur d'économie financière de Franco Modigliani à l'Institut de technologie du Massachusetts (MIT) de la Sloan School of Management.

## Biographie
Stephen Ross est connu pour avoir initié plusieurs théories et modèles importants en relation à l'économie financière et est aussi l'auteur de nombreuses publications en relation à la finance et à l'économie. Il est coauteur d'un des textes les plus vendus portant sur la finance d'entreprise.

## Distinctions
- Bourse Guggenheim
- Deutsche Bank Prize in Financial Economics (2015)